# غارث دونوفان
غارث دونوفان (بالإنجليزية: Garth Donovan)‏ هو صانع أفلام أمريكي، ولد في 1976.

## وصلات خارجية
- غارث دونوفان على موقع IMDb (الإنجليزية)
- غارث دونوفان على موقع قاعدة بيانات الفيلم (الإنجليزية)